# Aspergillus microcysticus
Aspergillus microcysticus är en svampart som beskrevs av Sappa 1955. Aspergillus microcysticus ingår i släktet Aspergillus och familjen Trichocomaceae.   Inga underarter finns listade i Catalogue of Life.